# Стівенсон (Алабама)
Стівенсон (англ. Stevenson) — місто (англ. city) в США, в окрузі Джексон штату Алабама. Населення — 1955 осіб (2020).

## Географія
Стівенсон розташований за координатами 34°52′36″ пн. ш. 85°48′52″ зх. д. / 34.87667° пн. ш. 85.81444° зх. д. (34.876797, -85.814350). За даними Бюро перепису населення США в 2010 році місто мало площу 21,06 км², з яких 20,00 км² — суходіл та 1,05 км² — водойми.

## Демографія
Згідно з переписом 2010 року, у місті мешкало 2046 осіб у 904 домогосподарствах у складі 554 родин. Густота населення становила 97 осіб/км². Було 1041 помешкання (49/км²).
Расовий склад населення:
| - 73,8 % — білих - 17,4 % — чорних або афроамериканців - 1,1 % — корінних американців - 0,4 % — азіатів - 0,3 % — вихідців з тихоокеанських островів - 2,6 % — осіб інших рас |

До двох чи більше рас належало 4,3 %. Частка іспаномовних становила 3,9 % від усіх жителів.
За віковим діапазоном населення розподілялося таким чином: 22,3 % — особи молодші 18 років, 60,7 % — особи у віці 18—64 років, 17,0 % — особи у віці 65 років та старші. Медіана віку мешканця становила 41,5 року. На 100 осіб жіночої статі у місті припадало 88,6 чоловіків; на 100 жінок у віці від 18 років та старших — 87,9 чоловіків також старших 18 років.
Середній дохід на одне домашнє господарство становив 44 902 долари США (медіана — 38 053), а середній дохід на одну сім'ю — 55 786 доларів (медіана — 51 579). Медіана доходів становила 32 050 доларів для чоловіків та 22 917 доларів для жінок. За межею бідності перебувало 24,5 % осіб, у тому числі 33,6 % дітей у віці до 18 років та 11,2 % осіб у віці 65 років та старших.
Цивільне працевлаштоване населення становило 970 осіб. Основні галузі зайнятості: виробництво — 25,4 %, освіта, охорона здоров'я та соціальна допомога — 17,7 %, мистецтво, розваги та відпочинок — 16,6 %.